# Le Pendu (tarot)
Pour les articles homonymes, voir Pendu.
 (mai 2021).
Si vous disposez d'ouvrages ou d'articles de référence ou si vous connaissez des sites web de qualité traitant du thème abordé ici, merci de compléter l'article en donnant les références utiles à sa vérifiabilité et en les liant à la section « Notes et références ».

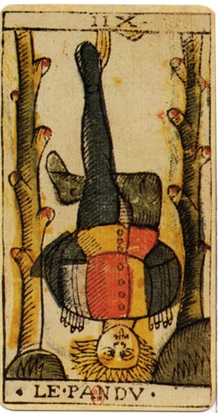
Le numéro 12, le Pendu, du jeu de Jean Dodal (début XVIIIe siècle)

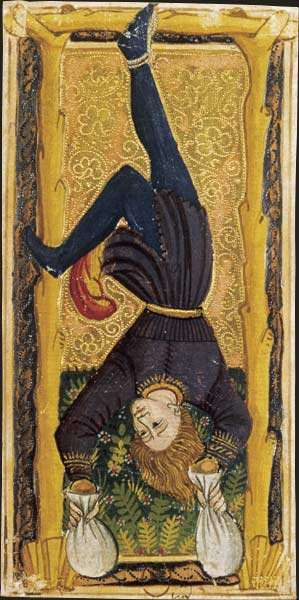
Le Pendu, tarot dit de Charles VI (XVe siècle)

Le Pendu est le douzième atout du tarot de Marseille.

## Description et symbolisme
Dans le jeu original de 1761, la symbolique du tarot est décrite comme suit :
« Droite: Mauvais placement, ou espérance mal placée - Vous risquez la ruine.

À côté - HUIT DE DENIERS: Vous annonce des pertes et si vous avez avalisé, la personne disparaîtra et vous payerez pour elle.
Renversée: Attention dispute - révolte.

À côté - LE SOLEIL: Vous irez en prison. »
Dans la symbolique du tarot, le pendu signifie le malheur et un choix.
Il est le symbole d'une initiation passive, mystique. Le corps est inactif, impuissant, car l'âme libérée fuit dès lors la réalité de la matière. Sa tunique, où le rouge et le blanc alternent avec le rouge et le jaune, rappellent l'innocence et la pureté mais aussi la résistance face aux influences néfastes. Très grande est sa force, non plus exercée par les muscles mais par le pouvoir occulte de son âme qui a dépassé la phase initiatique.
Le pendu symbolise l'abnégation, le désintérêt pour les choses de ce monde, l'altruisme, le sacrifice, le renversement de la situation actuelle grâce à une décision personnelle, des idéaux atteints, la libération par le sacrifice.
Il peut aussi évoquer le mythe d'Odin, dieu initié par excellence dans la mythologie nordique, le flanc transpercé par sa lance, il obtient le pouvoir de la connaissance en restant suspendu par un pied, neuf jours à l'arbre Yggdrasill et en acceptant de sacrifier un œil pour acquérir la science des choses cachées, tout comme le dieu égyptien Horus.
Par ailleurs, certaines éditions telle que celle de Jean Dodal, présentent la particularité d'écrire le numéro douze à l'envers (IIX). Ainsi il est nécessaire de retourner la carte afin de pouvoir le voir à l'endroit. Le Pendu se retrouve la tête en haut et passe d'une position de contrainte voir de torture à une position confortable et paisible. Et tout comme la pendaison du Dieu Odin, le secret de cette lame demande à retourner son regard sur le monde afin de passer d'une position de contrainte à une position confortable.
Autrement dit réaliser le Grand Œuvre alchimique comme indique le triangle vers le bas et la croix supérieure.